# Valentin Skurský
Valentin Skurský (11. února 1884 Hranice – ???), byl český a československý politik a poslanec Revolučního národního shromáždění za Československou sociálně demokratickou stranu dělnickou, v letech 1936 – 1938 starosta Znojma.

## Biografie
V říjnu 1918 se v Brně podílel na přebírání moci a byl významným členem Moravského národního výboru. Zasedal v Revolučním národním shromáždění za Československou sociálně demokratickou stranu dělnickou. Byl profesí úředníkem.
Ve komunálních volbách v roce 1935 se stal zastupitelem Znojma. Ve volbách v tomto městě zvítězila SdP, ale ostatní strany, včetně Skurského ČSSD a německé sociální demokracie, uzavřely koalici a Skurský byl po dlouhých jednáních 11. března 1936 zvolen starostou Znojma. Dosavadního starostu Josefa Mareše totiž odmítla opozice. Po mnichovské dohodě odevzdala koalice 7. října 1938 vedení města SdP a starostou se stal dosavadní první náměstek starosty Erich Haase.
Za války pracoval v brněnské nemocenské pojišťovně. Hned po osvobození v květnu 1945 projevil zájem o přestěhování do Znojma. Po návratu do města se stal prvním místopředsedou revolučního Místního národního výboru. Působil jako ředitel Okresní nemocenské pojišťovny ve Znojmě.